# Bitch I'm Madonna
"Bitch I'm Madonna" é uma canção da artista musical estadunidense Madonna, contida em seu décimo terceiro álbum de estúdio Rebel Heart (2015). Conta com a participação da rapper trindiana Nicki Minaj, e foi composta por ambas juntamente com Ariel Rechtshaid, Toby Gad, Maureen McDonald, Diplo e Sophie, sendo produzida por Madonna e os dois últimos. A obra foi desenvolvida após Diplo ouvir a canção "Pretty Boy Farmer" de Lil B, a qual apresentava linhas referenciando a cantora. Ele mostrou sua ideia para a musicista e sugeriu que ela selecionasse Minaj, com quem havia trabalhado em seu disco anterior MDNA (2012). Posteriormente, os produtores elaboraram a composição da obra quando Diplo apresentou melodias de pizzicato e drop para Madonna e ela aprovou-as; o também DJ acrescentou sons de violão devido ao fato de a estadunidense começar a elaborar músicas tocando o instrumento.
A obra foi lançada como o terceiro single do disco em 15 de junho de 2015 através da gravadora Interscope Records, sendo editada em um extended play (EP) digital formado por dez remixes comercializado na loja virtual iTunes Store. Musicalmente, "Bitch I'm Madonna" é uma canção que deriva dos gêneros EDM e vaporwave, fundindo elementos da canção "Turn Down for What" de DJ Snake e Lil Jon, bem como do estilo dubstep em sua composição, e inicia-se com o som de violão semelhante ao usado em "Wake Me Up" do DJ Avicii. A cantora interpreta-a com uma voz em tom nasal — reminiscente a raps de Miley Cyrus que apresentam Auto-Tune —, falando de divertir-se continuamente por ser "Madonna". Madonna defendeu o uso da palavra "bitch", explicando que seu significado não é necessariamente vulgar dependendo do contexto no qual ela é utilizada.
"Bitch I'm Madona" recebeu análises geralmente mistas de críticos musicais; alguns deles a descreveram como "energética" e elogiaram a participação de Minaj e sua composição incomum, enquanto outras a criticaram por ser algo "desesperado para chocar". Comercialmente, obteve um resultado moderado, alcançando as trinta melhores posições nas tabelas da Finlândia, da Hungria e da Suécia e registrando entrada nas tabelas musicais de outros cinco países, incluindo os Estados Unidos. Neste último, tornou-se a primeira entrada de Madonna na tabela Billboard Hot 100 desde "Give Me All Your Luvin'" (2012), alcançando a 84ª posição; com isso, ela e Minaj se tornaram a quarta e terceira mulher, respectivamente, a registrarem o maior número de entradas na parada. Além disso, converteu-se na 45ª obra da artista a alcançar o topo da Hot Dance Club Songs, aumentando seu recorde de cantora com mais canções a ficarem na primeira posição do gráfico.
O vídeo musical correspondente foi dirigido pelo sueco Jonas Åkerlund e apresenta participações especiais de Minaj, Diplo, Rita Ora, Chris Rock, Miley Cyrus, Beyoncé, Katy Perry e Kanye West. As cenas se passam nos últimos andares do Standard Hotel em Nova Iorque, onde Madonna e seus amigos fazem uma festa e a terminam na cobertura do edifício. Além de ter enfrentado problemas técnicos durante seu lançamento exclusivo no serviço de streaming Tidal, o projeto foi recebido com análises mistas, pois embora tenham elogiado sua natureza de loucura, profissionais criticaram a falta dos convidados previamente anunciados no local de filmagens. Para a divulgação de "Bitch I'm Madonna", a cantora apresentou-a em uma performance com temática festeira no programa The Tonight Show Starring Jimmy Fallon e a incluiu no repertório de sua turnê Rebel Heart Tour (2015-16).

## Antecedentes

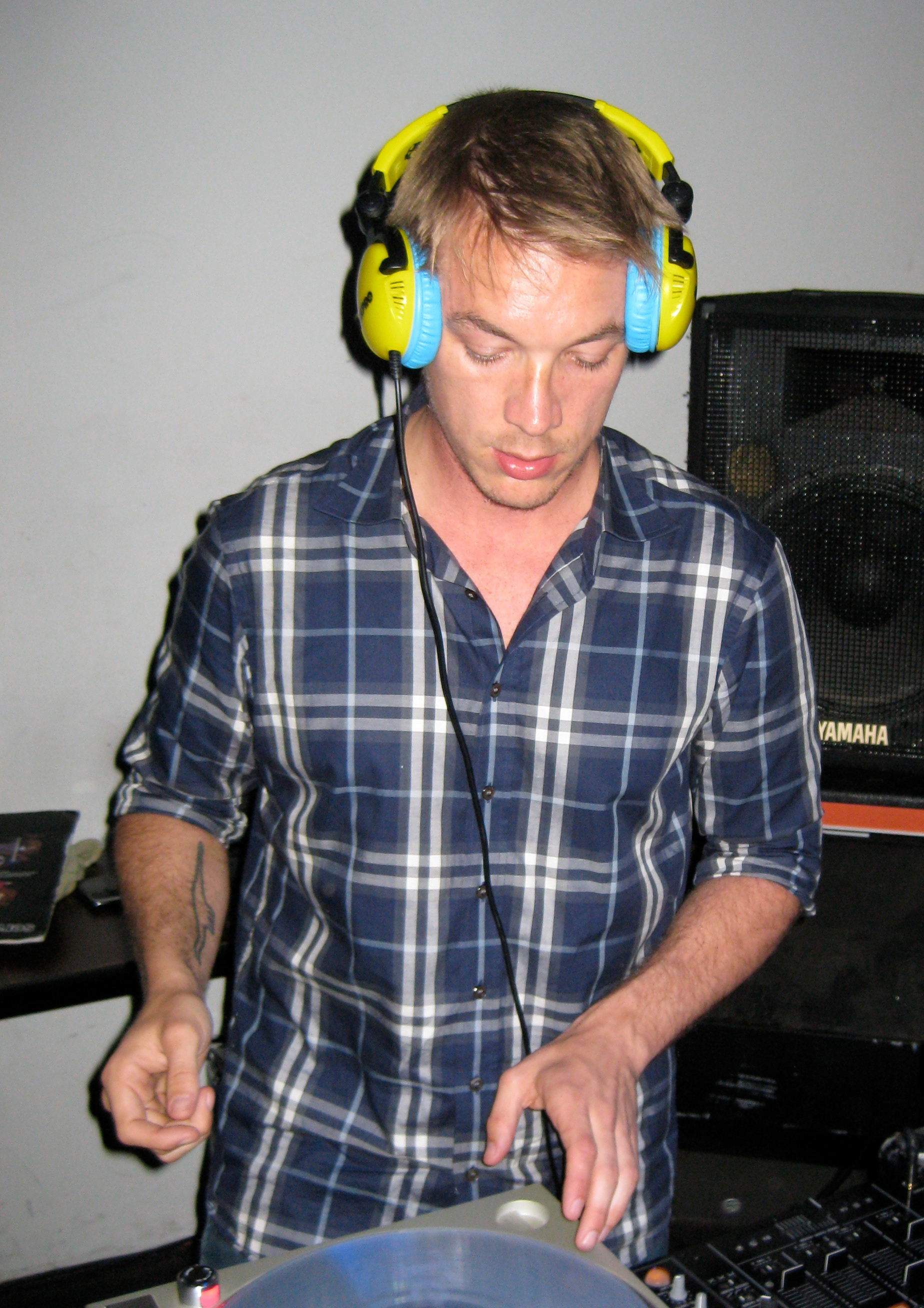
O DJ e produtor estadunidense Diplo co-compôs e co-produziu "Bitch I'm Madonna".

Em fevereiro de 2014, Madonna anunciou que estava começando a trabalhar em seu décimo segundo álbum de estúdio, dizendo: "Neste momento, estou no processo de falar com vários co-compositores e produtores e falar sobre onde quero ir com minha música". No mês seguinte, ela começou a divulgar uma série de imagens em seu Instagram, insinuando possíveis compositores e colaboradores com hashtags. Em maio, a cantora postou uma selfie em cuja legenda falou sobre trabalhar com o DJ e produtor compatriota Diplo. Ela convidou-o para sua festa anual do Oscar, mas ele não pôde comparecer. Eventualmente, eles começaram a discutir uma possível colaboração através de mensagens de textos e decidiram trabalhar no disco da intérprete. Em entrevista ao portal Idolator, Diplo explicou que Madonna havia lhe pedido para produzir sua "música mais louca" para o projeto. Juntos, eles compuseram e gravaram sete canções, com o DJ acrescentando: "Essas músicas terão um som louco. Nós puxamos o envelope com algumas das coisas que estávamos fazendo. (...) Ela estava aceitando qualquer coisa. Eu adoro quando um artista dá a um produtor a confiança que ele precisa para trabalhar [com o produtor], e Madonna estava muito aberta para minhas ideias".
Diplo confirmou que uma das faixas gravadas possuía o título de "Bitch I'm Madonna", a qual ele acreditou que iria aumentar o limite lírico para uma canção pop. Madonna explicou que a frase era nova para ela e foi introduzida pelo produtor; ele explicou que a cantora era uma pessoa que poderia permanecer bem ao enfrentar críticas, uma vez que esta não era apenas uma referência à artista. A principal origem para o desenvolvimento da obra foi a canção "Pretty Boy Farmer" de Lil B, que apresentou as letras "Eu pareço Madonna / Fala sério, sou um fazendeiro". Após ouvir o tema, Diplo levou esta ideia para Madonna e desenvolveu uma canção que retratasse os detratores da intérprete, que falavam negativamente sobre sua longevidade na indústria musical, acrescentando: "Nós fizemos essa música como se fosse, 'Dane-se. Fala sério, todos nós somos Madonna". Ele também insistiu na participação da rapper trindiana Nicki Minaj, que havia trabalhando anteriormente com a musicista no álbum MDNA.
Em entrevista para a revista Interview, Diplo explicou que a composição da obra surgiu quando ele e Madonna estavam bebendo certa noite em um estúdio de gravação. Lá, ele apresentou uma melodia de pizzicato japonês e um ritmo de drop, as quais foram aprovadas por ela. Devido ao fato de a artista começar a elaborar suas composições no violão, o DJ acrescentou sons do instrumento na melodia e progrediu com a escrita. Outra foto postada pela estadunidense no Instagram confirmou a participação de Minaj na faixa, a qual foi legendada com a frase "Mandamos ver ou vamos embora, fazemos isso a noite toda!". Em conversa com a Rolling Stone, Madonna discutiu seu método de trabalho com a rapper:
| “ | Quando trabalhamos juntas, ela sempre senta comigo, ouve a canção e diz: 'me diga sobre o que esta música fala, em suas palavras'. Ela é muito metódica em seu pensamentos. Nós conversamos [sobre a canção], ela escreve as palavras que eu digo descrevendo sobre o que a canção fala e o sentimento que eu gostaria que ela representasse e, em seguida, ela sai e trabalha na música. Ela a escreve e volta. Ela faz uma versão da canção e nós conversamos sobre ela. É [uma espécie de] vai-e-volta até ela acertar. É uma colaboração total. | ” |

## Composição
"Bitch I'm Madonna" foi co-escrito e co-produzido por Madonna, Diplo, e musicista britânica e PC Music, Sophie, com outros escritores, incluindo MoZella, Toby Gad, Ariel Rechtshaid e Minaj. Demacio "Demo" Castellon foi o engenheiro de áudio da faixa e também fez a mixagem e gravação de áudio. Outros engenheiros que trabalharam na faixa incluem Nick Rowe e Aubrey "Big Juice" Delaine, com Zeke Mishanec ajudando com gravações adicionais e Angie Teo trabalhando com mixagens adicionais. A música foi a primeira vez que a PC Music, que geralmente atendia música e artistas underground, estava trabalhando com uma artista mainstream como Madonna. Sophie lembrou que Madonna estava "dando os tiros finais" para gravar a música e observou que não havia nenhum representante da gravadora que ditava o processo.
"Bitch I'm Madonna" tem semelhanças com "Turn Down for What" (2013) de DJ Snake e Lil Jon, com os vocais de Madonna que lembram o rap autunado da cantora Miley Cyrus. A música tem um som rasgante ao lado da composição "bleepy electro" e "batida" dubstep. Começa com o som do violão remanescente do single de Avicii, "Wake Me Up" (2012), enquanto Madonna fala em voz alta: "Você vai adorar isso", mas rapidamente passa para o que a crítica Sasha Geffen chama de "preenchimento de estádio do passado" e dentro "de um gênero que normalmente enche os fones de ouvido de crianças que navegam em blogs obscuros de música tarde da noite. Soa um pouco como a onda de vapor". A faixa se desvia de uma estrutura de música tradicional e de gancho, apresentando cortes, sintetizadores e Madonna cantando em tom nasal. Minaj faz rap na faixa, pedindo a todos que "jogue duro ou vá para casa", enquanto Madonna grita letras como:"Eu só quero me divertir hoje à noite, quero explodir esta casa hoje à noite", "alternando entre gritos de 'Quem você pensa que é?' e a provocação do título cantando músicas". Em relação ao uso profuso da palavra "bitch" na música (junto com outra música "Unapologetic Bitch" de Rebel Heart), Madonna defendeu sua decisão para a Billboard, dizendo:
Eu acho que é besteira. Esse policiamento para palavras pode se foder. Eu não quero ser policiada! Não estou interessada em correção política. A palavra "quenga" significa muitas coisas diferentes. Tudo é sobre contexto. Quando me mudei para a Inglaterra e ouvi a palavra "boceta", fiquei horrorizada. As pessoas estavam chamando uns aos outros! E então eu percebi que, naquela cultura, era diferente — eles deram um tapa nas costas e disseram: "Oque é  boceta, certo, você é meu melhor amigo!" A palavra "foda" não significa apenas relações sexuais. Quero dizer, "Você é um fudido estúpido", "Você vai foder comigo?" "Foda-se!" ... Sexo não tem nada a ver com nenhuma dessas expressões, e o mesmo vale para "quenga". Se eu lhe digo: "Eu sou uma quenga foda", eu Como sou dona, estou dizendo: "Sou forte, sou demais e não mexa comigo". Se eu disser: "Por que você está sendo tão quenga comigo?", Bem, isso já significa outra coisa.

## Lançamento eremixes
Em 17 de dezembro de 2014, foi noticiado pela Billboard que a versão demo de "Bitch I'm Madonna" havia sido ilegalmente divulgada na Internet, juntamente com as outras doze demos gravadas para o décimo terceiro álbum de estúdio da artista, até então não intitulado. Agravada com a situação, Madonna explicou que as canções eram versões demo de gravações antigas, comparando a divulgação ilegal a um "estupro artístico". Ela foi posteriormente criticada por referir-se à divulgação como "terrorismo", devido ao ataque à escola do exército em Peshawar e à crise de reféns em Sydney, ambos ocorridos naquele ano. Três dias depois, foi iniciada a pré-venda do disco, Rebel Heart, na loja virtual iTunes Store. Quando feita a compra, seis faixas eram automaticamente vendidas em formato digital, incluindo "Bitch I'm Madonna". Madonna disse que as canções eram "um presente de natal antecipado", com o lançamento do álbum vindo a ocorrer em março de 2015.
Em junho de 2015, Madonna confirmou através de seu Instagram que "Bitch I'm Madonna" serviria como a terceira faixa de trabalho de Rebel Heart, sucedendo "Living for Love" e "Ghosttown". Três remixes da canção foram lançados para streaming no YouTube e no Tidal. Juntamente com eles, foi divulgada a capa do single, a qual foi criada por um fã brasileiro da artista. A intérprete viu algumas das montagens feitas pelo rapaz e, após aprová-las, pediu que ele criasse a capa para "Bitch I'm Madonna". Grande partes dos remixes de gênero house da obra foram produzidas por Rosabel, Sander Kleinenberg e Oscar G, que falou sobre a colaboração em seu Facebook: "Quando Madonna chama você, você sabe exatamente o que ela quer. Estou muito agradecido pela oportunidade!". Outro remix, feito por Sick Individuals — um duo holandês formado por Rinze "Ray" Hofstee e Joep "Jim" Smeele —, foi divulgado exclusivamente pela Billboard. Estes remixes foram editados em um extended play (EP), o qual foi primeiramente lançado em 15 de junho de 2015 na Alemanha, na Austrália e no Japão através das gravadoras Live Nation, Interscope e Boy Toy. No dia seguinte, o EP foi comercializado no Canadá e nos Estados Unidos pelas mesmas editoras.
Uma vez que Madonna teve de antecipar o lançamento das seis primeiras faixas de Rebel Heart devido à divulgação ilegal, Diplo esclareceu que a versão contida no álbum não era a edição final da canção feita por ele; esta versão foi divulgada pelo produtor no SoundCloud. Três dos remixes em estilo house de "Bitch I'm Madonna" foram lançados como versões dub do número, com uma "longa seção de batida e vocais mínimos de Madonna", conforme notado por Robbie Daw do Idolator. O remix de Kleineneberg apresentou um som completamente diferente das versões house, embora Daw tenha escrito que todas soavam "baratas" em comparação à original. De acordo com o duo Sick Individuals, o remix do número feito por eles tem batidas "contundentes" e também era energético, feita para às pistas de dança. O remix de Fedde le Grand não faz uso de nenhum dos efeitos presentes na versão original, e foi criado como um tema electro house com sons metálicos.

## Vídeo musical

### Antecedentes e desenvolvimento

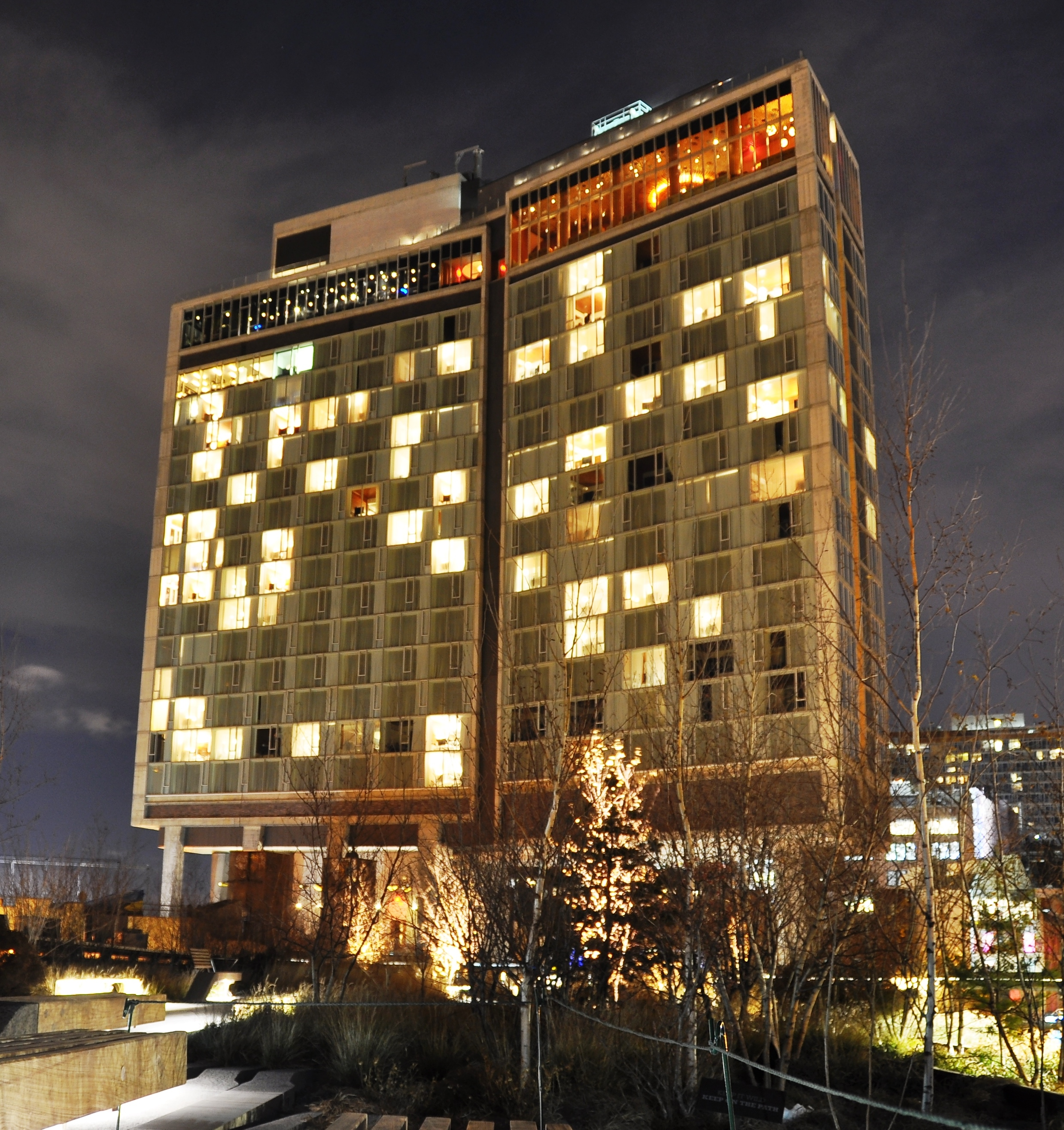
The Standard Hotel, onde o vídeo de "Bitch I'm Madonna" foi filmado.

Além de anunciar "Bitch I'm Madonna" como terceiro single, Madonna também confirmou o lançamento de um videoclipe para a música. Ela brincou em um post no Instagram dizendo que o vídeo teria muitos convidados "surpresos". Várias pessoas foram marcadas no post do Instagram, incluindo as cantoras Beyoncé, Katy Perry, Miley Cyrus, e Rita Ora, além de Minaj e Diplo. Outro pessoal marcado incluiu a estilista Arianne Phillips, o estilista Andy Lecompte e o estilista Jeremy Scott. Comparações seguidas com o videoclipe lançado recentemente pela cantora e compositora Taylor Swift no single "Bad Blood", que apresentava estrelas convidadas semelhantes. Madonna também divulgou imagens do set anteriormente, mostrando-a com cabelos rosa e roupas provocantes. Outra prévia veio do vocalista do The Flaming Lips, Wayne Coyne, que havia visitado o set e enviado um pequeno vídeo da gravação. As filmagens ocorreram nos andares superiores do Standard Hotel, em Nova York, e foram dirigidas por Jonas Åkerlund, que explicou como conseguiu o projeto da seguinte maneira:
'Madonna me ligou sobre 'Ghosttown'. Nós não tínhamos trabalhado por um tempo por causa de circunstâncias diferentes, então quando eu ouvi todas as músicas [no Rebel Heart], fiquei muito empolgado com 'Ghosttown'. Eu estava muito animado com 'Ghosttown'. Eu me conectei a ele de forma criativa. E sim, gostamos de trabalhar juntos. Eu deveria começar outra coisa logo depois e isso foi empurrado e ela me pediu para fazer 'Bitch I'm Madonna'. Eu vi isso completamente diferente de 'Ghosttown', algo um pouco menos sério, divertido e louco.

A equipe teve pouco tempo para finalizar os diferentes aspectos da filmagem, incluindo o ensaio de toda a sequência. Eles também tiveram apenas uma noite para concluir as filmagens e, devido à natureza casual da música, decidiram convidar os amigos e familiares próximos de Madonna para participarem. Ao contrário dos horários normais de filmagem, a equipe teve que trabalhar rápido antes do sol nascer, pois eles estavam retratando uma festa à noite. Após a coreografia, todas as pessoas no set tinham pistas sobre sua posição e onde sua parte apareceria nas filmagens. Vários estilistas contribuíram com roupas para a cantora usar, incluindo Moschino, Discount Universe, SSUR, Chanel, Majesty Black e sapatos de Giuseppe Zanotti. De acordo com Amber Kallor do Style.com, várias tendências da moda contemporânea apareceram no vídeo, incluindo cabelos de cores doces, lábios pretos, laços brancos e maquiagem de olhos com brilho.

### Lançamento
O vídeo foi confirmado para ser lançado em 16 de junho de 2015; Madonna também lançou um teaser, mostrando as consequências de uma festa, enquanto a música tocava lentamente em segundo plano. No dia do lançamento, um cartaz foi carregado no Instagram de Madonna, que confirmou que, juntamente com o pessoal mencionado, a cantora Beyoncé também apareceria nele. Joe Lynch, da Billboard, comparou o pôster àqueles enviados durante o lançamento de "Bad Blood", mas mesmo assim acreditou: "é provável que Madge tenha esse projeto em andamento antes de tomar conhecimento dos planos de Taylor". No entanto, o vídeo não chegou em 16 de junho. Em vez disso, um segundo teaser foi lançado, mostrando Madonna em shorts jeans e salto alto, com gráficos multicoloridos. Ele finalmente estreou no dia seguinte no Tindal, junto com um clipe dos bastidores. Foi um lançamento exclusivo para o site de streaming nas primeiras 24 horas, após o qual foi lançado na página Vevo de Madonna.
A lista completa de participações especiais no vídeo incluiu Beyoncé, Perry, Cyrus, Minaj, Ora e Diplo, juntamente com o rapper Kanye West, ator e comediante Chris Rock, o designer Alexander Wang, a modelo Jon Kortajarena e os filhos de Madonna, Rocco e David. No entanto, o vídeo enfrentou problemas no Tidal com mensagens de erro e congelamento no meio, resultando na empresa lançando um pedido de desculpas no Twitter: "Pedimos desculpas a todos os fãs animados por assistir ao vídeo #BitchImMadonna, estamos trabalhando em uma correção. Vamos colocá-lo em funcionamento em breve".

### Sinopse
O vídeo começa com quatro meninas com roupas inspiradas na icônica performance de Madonna em "Like a Virgin" no MTV Video Music Awards de 1984, que mimetizam as linhas de abertura da música. Madonna é mostrada se exercitando ao lado, vestindo um vestido estampado de animal e uma jaqueta cor-de-rosa. Ela termina e sai em um corredor colorido, bebe água, beija um homem e caminha pelo corredor, atravessando Diplo em um ponto. Quando o refrão começa, a cena corta para quatro dançarinos japoneses fazendo movimentos coreografados em uma banheira e dentro de um bar enquanto Madonna se junta a eles. Ora e Rock aparecem dizendo a frase "Quenga, eu sou Madonna". O segundo verso começa com Madonna rastejando pelo corredor, enredando-se em balões, encontrando Diplo novamente e, finalmente, a câmera se afasta para revelar uma série de bonecos de meias com brilho de neon balançando juntos para a música.

Uma captura de tela do vídeo mostrando Madonna (centro) ao lado de duas convidadas durante a festa que acontece no vídeo.

Durante o segundo refrão, Madonna e seus dançarinos vão do corredor até um bar onde a cantora bebi uma bebida, seca uma dançarina e continua dançando. As participações especiais começam com Cyrus apontando os dedos do meio na direção da câmera usando glitter ao redor dos olhos, seguidos por Wang, Diplo e Rocco no bar, Beyoncé posando como o videoclipe de Madonna para Vogue" (1990), Perry se movendo para a música, e David dançando enquanto Madonna e os outros o aplaudem; todos falam o nome da música enquanto aparecem na tela. Quando o refrão termina, uma dançarina traz uma tela de vídeo por trás deles, onde Minaj aparece fazendo rap, a parte é intercalada por fotos de West aplaudindo. Madonna e seus dançarinos continuam andando pela sala com confetes caindo e chegam a um poste de dança. Ela sobe por um conjunto de escadas mal iluminadas e chega ao telhado, onde a festa está ocorrendo. A música chega ao fim e Madonna é mostrada cercada por seus dançarinos e alguns foliões enquanto ela se deita; cenas intercaladas mostram ela tremendo e dançando sozinha em uma sala usando um boné com a palavra hebraica "שלום" ("Shalom") escrito nele. O vídeo termina com uma cena distante do telhado do Standard Hotel, onde a festa continua.
Um final alternativo estava presente no vídeo dos bastidores, mostrando Madonna exausta saindo da festa com um modelo masculino, bem como cenas posteriores da festa que foram lançadas no primeiro teaser trailer. a cena de final mostrou Madonna correndo pela sala e posando em frente às janelas com vista para Nova Iorque. Outras cenas incluíram Madonna conversando com Ora e Rock entre as tomadas, sentando nos corredores, mergulhando nos bonecos de meias de neon várias vezes, além de cantar a música com as meninas desde o início do vídeo. Outro vídeo gravado no remix de Kleinenberg contou com mais cenas da dança de Madonna e cenas mais casuais com as estrelas convidadas.

### Recepção e análise
Jason Lipshutz, da  Billboard, escreveu um artigo sobre por que o vídeo foi um lançamento importante para Madonna. Ele achava que, embora a era Rebel Heart tivesse recebido mais promoção do que a era anterior MDNA, os retornos comerciais estavam diminuindo. Os dois primeiros singles, "Living for Love" e "Ghosttown", falharam nas tabelas da Billboard Hot 100, tornando-se o primeiro álbum da Madonna sem um single na Hot 100, até "Bitch I'm Madonna" estrear no número 84. Lipshutz teorizou, o vídeo foi a tentativa de Madonna de trazer de volta uma audiência para aquele momento. Joe Lynch, da mesma revista, chamou o vídeo de "embaraço do poder das estrelas", acrescentando que "tem tudo: os dedos do meio de Miley, Madonna beijando um modelo sem camisa, mulheres de topless na banheira, dançarinos de fundo, bonecos de meia cantando, moda Moschino e muito mais". Brennan Carly, da Spin, acreditava que a "grandeza e ambição" do clipe o tornavam comparável aos videoclipes de Madonna para "Hung Up" (2005) e "Living for Love".
Kevin O'Donnell, da Entertainment Weekly, disse que, embora "[a] qualquer momento Madonna anuncie um novo vídeo, seja um evento global. E não é diferente com ['Bitch I'm Madonna']", ele chamou de "o vídeo mais excêntrico" em anos". Hicks, do San Jose Mercury News, ficou impressionado com o vídeo, mas achou que Madonna poderia ter feito isso sem a participação dos convidados. Emilee Linder, da MTV News, observou que o vídeo era completamente diferente do divulgado por Swift, mas o descreveu como "cheio de ação" de uma maneira diferente: a de retratar uma festa. Daniel Kreps da Rolling Stone declarou que, com o lançamento de "Bitch I'm Madonna", a era dos videoclipes de grandes estrelas está sobre nós". Nolan Feeney, da Time, e August Brown, do Los Angeles Times, observaram que Madonna conseguiu reunir com sucesso seus colegas da indústria da música em um vídeo.
Christopher Rosa, do VH1, criticou o fato de que nenhuma das cantoras, além de Rita Ora, estava presente no set durante a gravação do vídeo; suas partes foram filmadas separadamente. Ele acrescentou que era "muito hilário. O clipe de Madge é chamado de 'Bitch I'm Madonna', mas por que ela não conseguiu que esses jovens mostrassem o efeito?". Ao escrever para a revista Life & Style, Chantal Waldholtz ficou desapontada com o clipe, chamando-o de "sem brilho" devido às aparições curtas. Kevin Fallon do The Daily Beast chamou o vídeo de "patético e triste" e questionou a inclusão de estrelas convidadas, como o vídeo de Swift, descrevendo todo o caso como "absolutamente inútil. Na pior das hipóteses, é desesperador. Na melhor das hipóteses, é simplesmente idiota ... [O vídeo] é um mistura fascinante de impressionante e triste, ao mesmo tempo agressivamente relevante e, portanto, totalmente irrelevante". Ele terminou a crítica com um elogio sobre a cena em que o vídeo foi filmado, comparando-o ao filme de humor negro de 2014, Birdman.
Bernard Zuel, do The Sydney Morning Herald, falou sobre os problemas com o lançamento para Tidal, dizendo: "Desculpas, vergonha e outra mídia social falham: isso já é uma nova marca d'água baixa para Madonna e Tidal apenas algumas semanas depois de começar a operar?" Ele criticou a equipe de Madonna por não ser capaz de lançar o vídeo sem problemas, ao mesmo tempo em que observou que o feedback negativo dado ao vídeo incluía "a idade de Madonna, performances sexualmente carregadas e necessidade de chocar". Tshepo Mokoena, do The Guardian, considerou as aparições mais como "slapdash do slick", aparecendo como "plana e discretamente destacada". A revista Time listou o videoclipe no 8º lugar em seu ranking dos "10 melhores vídeos de música pop de 2015", descrevendo-o como "maluco como seu baixo estridente".

## Recepção crítica
A música dividia os críticos de música. Sasha Geffen, do Chicago Reader, fez uma crítica positiva da faixa, elogiando-a por trazer o PC Music underground para o mainstream, acrescentando que "entre as avarias de Diplo e os arpejos escorregadios de Sophie, [a música é] um trabalho provocador [. ..] A mudança do SoundCloud para os astros estava sempre chegando — acontece que Madonna é quem o carregou". Outra crítica positiva veio de Neil McCormick, do The Daily Telegraph, que elaborou: "[A] faixa em questão fervilha com energia brilhante, um hino de palmas rave, alimentado por uma linha de sintetizadores incrivelmente vacilantes, que soa como um jogo de arcade vintage jogado em um kazoo eletrônico, e terminou com um rap de Nicki Minaj. Madonna entrega a melodia como uma canção de ninar, cantando sobre o mau comportamento em uma voz de canção que não derreteu".
Dan Weiss, da Spin, observou que "a coisa mais surpreendente sobre uma música que realmente se chama 'Bitch, I'm Madonna' é que ela não tem nenhuma surpresa". Por outro lado, Andrew Unterberger, da mesma publicação, gostou da faixa, alegando que "talvez não seja sua canção favorita de Madonna, mas é inquestionavelmente ela, e é muito mais atraente do que a entusiasta anônima de EDM que ela tocou no MDNA (2012)". Unterberger também elogiou a adição do PC Music "ao freneticismo do excêntrico jogo de pingue-pongue" e às "batidas decisivas do Diplo". Caryn Ganz, da Rolling Stone, também foi positivo, chamando-o de "frenético", e elogiou o verso de Minaj por ser "puro fogo", The A.V. Club apreciou a música por ser "o tipo certo de [faixa] ... isso é divertido sem sentido e impossível de levar a sério". Na mesma linha, Andy Gill, do The Independent, chamou de "divertidamente abrasivo" e elogiou Minaj por "reprisar [seu] papel como a rapper de Madge".
Apesar de notar que Diplo faz Madonna parecer divertida na música, Gavin Haynes, da NME, comentou que a composição da música "mostrou o abismo entre a vida [de Madonna] e sua música agora é impossível de ignorar". Chamando de "errada", Alexis Petridis, do The Guardian, afirmou que "Bitch I'm Madonna" é "um título fantástico em busca de uma música. Em vez de uma, o produtor Diplo cria uma espécie de híbrido de EDM e  happy hardcore e joga Nicki Minaj no seu estado mais hiperativo; o resultado realmente deixa seus dentes tímidos". Criticando Rebel Heart por estar "sobrecarregado", Sal Cinquemani do Slant Magazine disso que "a dualidade de seu título [é] confusa pela inclusão de compotas extravagantes de festas, como a 'Bitch I'm Madonna', irritantemente cativante, mas liricamente indecente". John Murphy, da musicOMH, observou que a música "nunca faz jus ao seu título fantástico, e parece um pouco confusa, tentando abarrotar os ritmos das danceterias produzidas por Diplo, um colapso do dubstep e a agora obrigatório rap convidado de Nicki Minaj". Evan Sawdey, do PopMatters, opinou que a música — e outra faixa do Rebel Heart, "Illuminati" — "fedia absolutamente ao desespero, querendo tanto chocar e ofender os ouvintes que eles não conseguem resolver como músicas satisfatórias em primeiro lugar".
No ranking das melhores músicas de 2015 no final do ano, a Entertainment Weekly listou "Bitch I'm Madonna" no número 27, dizendo "Ela se esforça ou vai para casa, ela fará isso a noite toda — o destaque de [Madonna] de Rebel Heart tem tudo que você ama na música dela: ganchos, humor, atitude por dias". Em 2018, a mesma revista o listou como o 60º melhor single de Madonna. Chuck Arnold chamou isso de "muito melhor do que "Give Me All Your Luvin'" [...] esta linguiça produzida por Diplo é divertida e que lança um olhar feroz". Da mesma forma, ao classificar os singles da cantora em homenagem aos seus 60 anos, Jude Rogers, do The Guardian colocou a faixa no número 67, chamando-a de "enérgica, mas cansativa".

## Performances ao vivo

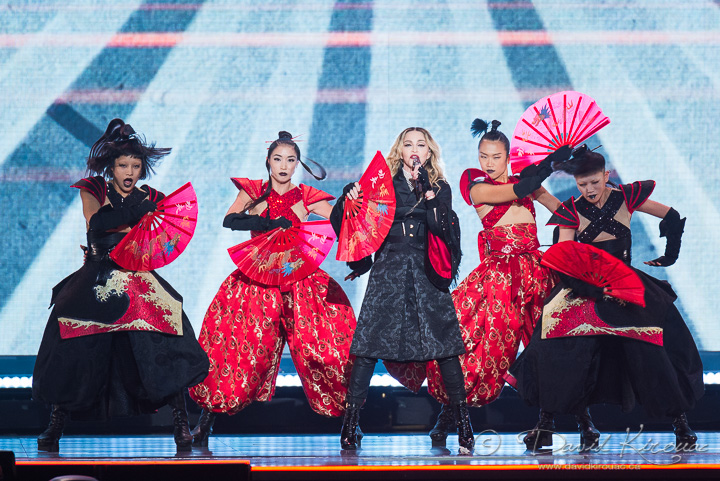
Madonna e seus dançarinos tocam a faixa na Rebel Heart Tour, exibindo os trajes inspirados em gueixas e suas armas japoneses de guerra.

Madonna cantou "Bitch I'm Madonna" durante sua aparição no The Tonight Show Starring Jimmy Fallon, em 9 de abril de 2015. Ela se enfeitou com uma jaqueta preta coberta com símbolos de dólar em ouro e várias correntes de ouro em volta do pescoço. A apresentação começou com Madonna nos bastidores, onde ela deu os retoques finais na maquiagem e depois entrou no camarim de Diplo, onde ele estava dando uma festa cercada por mulheres. Madonna fez uma rotina de dança no corredor, onde seu filho Rocco apareceu cantando o refrão. A cantora e sua trupe então se mudaram para a área de estúdio onde o público estava presente. A dança energética continuou com Madonna montando um membro da platéia em um ponto. Ainda fotos de Minaj foram projetadas em telas de vídeo com o Diplo DJing em um console. Madonna também subiu na mesa de Fallon e o fez cantar o refrão. A apresentação terminou com outra rotina de dança enérgica.
Biance Gracie, do Idolator, fez uma crítica positiva à performance, dizendo que "em vez de cantar normalmente 'Living for Love' ou o atual single 'Ghosttown', a artista decidiu mudar um pouco as coisas — e nós "Estamos tão felizes por ela! Madge fez uma versão selvagem e super divertida de 'Bitch I'm Madonna'". O The Hollywood Reporter listou a performance como um dos cinco principais momentos chocantes de Madonna em 2015. Caitlin White, da Stereogum, ficou impressionada com a performance de Madonna, dizendo que "o fato de ela poder dançar assim ... aos 56 anos é praticamente um feito sobre-humano, e fiquei surpreso com o quanto gostei da apresentação". Bradley Stern também escreveu uma crítica semelhante para o MuuMuse, descrevendo a performance como "uma das performances de televisão mais loucas de toda a era Rebel Heart ... Essa não foi uma performance de palco básica: em vez disso, Madonna trouxe-a barulhenta e malcriada. totalmente sem desculpas à vida".
Na turnê Rebel Heart Tour (2015-16), a música foi a segunda apresentação do set list, durante o primeiro segmento. Para a primeira seção, inspirada na arte da capa do álbum Rebel Heart e em Joan of Arc, a figurinista Arianne Phillips criou uma série de figurinos referenciando tecidos litúrgicos e uma exposição contemporânea de armaduras samurais no Museu de Arte do Condado de Los Angeles. Concluída a apresentação teatral do número de abertura "Iconic", Madonna foi acompanhada no palco por suas dançarinas vestindo trajes inspirados em gueixas. Eles começaram a tocar a música enquanto seguravam fãs da guerra japonesa. Minaj apareceu nos bastidores reproduzindo seus versos, auxiliada por sons baixos "estremecendo". A performance da música em 19-20 março de 2016 durante os shows em Allphones Arena em Sydney foi gravado e lançado no quinto álbum ao vivo de Madonna, Rebel Heart Tour. Em 6 de dezembro de 2016, Madonna tocou a música durante o segmento de Carpool Karaoke do The Late Late Show with James Corden.

## Faixas e formatos
| Download digital – Versão do álbum |                                       |         |  |
| N.º                                | Título                                | Duração |  |
| 1.                                 | "Bitch I'm Madonna" (com Nicki Minaj) | 3:47    |  |

| Download digital – Versão Limpa |                                       |         |  |
| N.º                             | Título                                | Duração |  |
| 1.                              | "B**** I'm Madonna" (com Nicki Minaj) | 3:47    |  |

| Download digital – Remixes |                                                |         |  |
| N.º                        | Título                                         | Duração |  |
| 1.                         | "Bitch I'm Madonna" (Fedde le Grand Remix)     | 3:55    |  |
| 2.                         | "Bitch I'm Madonna" (Rosabel's Bitch Move Mix) | 7:05    |  |
| 3.                         | "Bitch I'm Madonna" (Sander Kleinenberg Remix) | 4:58    |  |
| 4.                         | "Bitch I'm Madonna" (Junior Sanchez Remix)     | 5:10    |  |
| 5.                         | "Bitch I'm Madonna" (Oscar G 305 Dub)          | 8:44    |  |
| 6.                         | "Bitch I'm Madonna" (Sick Individuals Remix)   | 5:07    |  |
| 7.                         | "Bitch I'm Madonna" (Dirty Pop Remix)          | 5:11    |  |
| 8.                         | "Bitch I'm Madonna" (Flechette Remix)          | 3:21    |  |
| 9.                         | "Bitch I'm Madonna" (Oscar G Bitch Beats)      | 8:44    |  |
| 10.                        | "Bitch I'm Madonna" (Rosabel's Bitch Move Dub) | 7:35    |  |

## Créditos e equipe
Todo o processo de elaboração de "Ghosttown" atribui os seguintes créditos:

### Gestão
- Webo Girl Publishing, Inc. (ASCAP) / Songs Music Publishing, LLC em nome da música "I Like Turtles" Music
- Songs of SMP (ASCAP) / Lion of God Publishing Co. (ASCAP) c/o Kobalt Songs Music Publishing / EMI April Music, Inc. and MoZella Mo Music (ASCAP) / Atlas Music Publishing on behalf of itself and Gadfly Songs (ASCAP)
- Songs of Universal, Inc. (BMI) em nome de si mesma e and Harajuku Barbie Music (BMI) / Brill Building Songs (ASCAP) c/o Kobalt Songs Music Publishing
- Nicki Minaj aparece como cortesia da Young Money Entertainment / Cash Money Records

### Equipe
- Madonna –  vocal, compositora, produtora
- Diplo – compositor, produtor
- Sophie – compositora
- Nicki Minaj – compositora, vocal convidado
- MoZella – compositora
- Toby Gad – compositor
- Ariel Rechtshaid – compositor
- Demacio "Demo" Castellon –  engenheiro, mixador, gravador
- Nick Rowe – engenheiro
- Aubrey "Big Juice" Delaine – engenheiro
- Zeke Mishanec – gravação adicional
- Angie Teo – gravação adicional

## Desempenho comercial
Nos Estados Unidos, "Bitch I'm Madonna" estreou na tabela Dance/Electronic Songs da Billboard datado de 03 de janeiro de 2015, no número 14, com vendas de 12.000 cópias. A música começou a flutuar na tabela e saiu depois de quatro semanas, mas após sua aparição no The Tonight Show Starring Jimmy Fallon em abril de 2015, as vendas subiram 748% para 9,000 cópias, fazendo com que a música retornasse a tabela no número 21. A música novamente começou uma trajetória descrecente nas tabelas até junho de 2015, quando o videoclipe foi lançado. As vendas daquela semana aumentaram para 13,000 cópias, permitindo que a música alcançasse o pico do número 5 na tabela, tornando-se o segundo single de Madonna entre os dez primeiros depois de "Living for Love". A música estreou no número 26 na tabela Hot Dance Club Songs e alcançou o pico de número um, com seu recorde de 46º no total; foi também o quinto número um de Minaj. "Bitch I'm Madonna" estreou na Billboard Hot 100 na semana de 4 de julho de 2015, no número 84, tornando-se sua primeira entrada na tabela desde "Give Me All Your Luvin'" (2012). A entrada foi auxiliada por um ganho de 1.454% na atividade de streaming da faixa, com um total de 2,6 milhões de transmissões nos EUA até a semana que terminou em 21 de junho de 2015. A faixa se tornou a 63ª entrada de Minaj e a 57ª entrada da Hot 100 de Madonna, colocando-as nas posições três e quatro da lista de mulheres com mais entradas na tabela. Na semana seguinte, a música caiu 11 posições no Hot 100, chegando ao número 95, que foi sua aparição final lá.
No Reino Unido, Alan Jones, da Music Week, informou que, após o lançamento do videoclipe, houve um aumento nas vendas de "Bitch I'm Madonna", que vendeu 1.667 cópias (mais de 148 cópias da semana anterior); no entanto, não conseguiu figurar entre as 200 primeiras posições do UK Singles Chart. Na França, a música estreou no número 90 no SNEP na semana de 27 de dezembro de 2014, após o lançamento avançado das seis faixas do álbum para pré-encomenda no iTunes. Mais tarde, caiu para o número 135, antes de cair fora do gráfico. A música voltou ao número 104 quando o videoclipe foi lançado e caiu para o número 149 na semana seguinte. Na Espanha, a música também estreou com o lançamento avançado, alcançando o número 49.

### Tabelas semanais
| Tabela musical (2014-15)                | Melhor posição |
| --------------------------------------- | -------------- |
| Bélgica (Ultratop 50 de Flandres)       | 50             |
| Canadá (Canadian Hot 100)               | 58             |
| Espanha (PROMUSICAE)                    | 49             |
| Estados Unidos (Billboard Hot 100)      | 84             |
| Estados Unidos (Dance Club Songs)       | 1              |
| Estados Unidos (Dance/Electronic Songs) | 5              |
| Finlândia (IFPI Finlândia)              | 13             |
| França (SNEP)                           | 90             |
| Hungria (Rádiós Top 40)                 | 21             |
| Suécia (DigiListan)                     | 30             |
| Rússia (Tophit)                         | 199            |

| Tabela musical (2015)                          | Posição |
| ---------------------------------------------- | ------- |
| Estados Unidos (Hot Dance Club Songs)          | 8       |
| Estados Unidos (Dance/Eletronic Digital Songs) | 48      |
| Estados Unidos (Dance/Electronic Songs)        | 29      |

| Região                                  | Certificação | Vendas  |
| --------------------------------------- | ------------ | ------- |
| Polônia (ZPAV)                          | Ouro         | 10,000* |
| *vendas baseadas apenas na certificação |              |         |

## Histórico de lançamento
| País           | Data                | Formato               | Gravadora                        |
| -------------- | ------------------- | --------------------- | -------------------------------- |
| Alemanha       | 15 de junho de 2015 | EP digital de remixes | Boy Toy, Live Nation, Interscope |
| Austrália      | 15 de junho de 2015 | EP digital de remixes | Boy Toy, Live Nation, Interscope |
| Japão          | 15 de junho de 2015 | EP digital de remixes | Boy Toy, Live Nation, Interscope |
| Canadá         | 16 de junho de 2015 | EP digital de remixes | Boy Toy, Live Nation, Interscope |
| Estados Unidos | 16 de junho de 2015 | EP digital de remixes | Boy Toy, Live Nation, Interscope |